# Сполетське герцогство
Сполетське герцогство  (італ. Ducato di Spoleto) — державне утворення (бл. 500–1300) у Центральній Італії зі столицею у Сполето. Вважається, що герцогство заснував лангобардський герцог Фароальд I. Герцоги Сполетські вживали титул «герцог і маркграф» Сполето і Камерино.

## Період правління лангобардів
Лангобарди, які напали на Італію в 568 та завоювали її значну частину, заснували власне королівство, що поділялось на певну кількість герцогств, залежних від короля, який у 572 визначив своєю столицею Павію.

## Правителі

### Лангобарди
- Фароальд I 570—592
- Аріульф 592—602
- Теоделап 602—650
- Атто 650—665
- Тразімунд I 665—703
- Фароальд II 703—724
- Тразімунд II 724—739, перший раз
- Гільдерік 739—740
- Тразімунд II 740—742, другий раз
- Агіпранд 742—744
- Тразімунд II 744—745, третій раз
- Лупус 745—752
- Унольф 752
- Айстульф 752—756
- Рачіс 756—757
- Албойн 757—759
- Дезидерій 758—759
- Гізульф 758—763
- Теодіцій 763—773
- Гільдепранд 774—788

### Франки
- Вінігес 789—822
- Суппо I 822—824
- Аделар 824
- Маврінг 824
- Адельчіс I 824—834
- Ламберт 834—836
- Беренгар 836—841
- Гі I 842—859
- Ламберт I 859—871, перший раз
- Суппо II 871—876
- Ламберт I 876—880, другий раз
- Гі II 880—883
- Гі III 883—894
- Ламберт II 894—898
- Гі IV 895—898

### Італійці
- Альберік I 898—922
- Боніфацій I 923—928
- Петро 924—928
- Теобальд I 928—936
- Анскар 936—940
- Скарліоне 940—943
- Губерт 943—946
- Боніфацій II 946—953
- Теобальд II 953—959
- Тразімунд III 959—967
- Пандульф I 967—981
- Ландульф 981—982
- Тразімунд IV 982—989
- Гуго Великий 989—996
- Конрад 996—998
- Адемар 998—999
- Роман 1003-?
- Раньє 1010—1020
- Гуго II 1020—1035
- Гуго III 1036—1043
- до Тоскани 1043—1056
- до папської держави 1056—1057
- Годфрід 1057—1070
- до Тоскани 1070—1082
- Раньє II 1082—1086
- до Тоскани 1086—1093
- Вернер II 1093—1119
- до Тоскани 1119—1172
- Ріделульф 1172-?
- Конрад I 1177—1198, перший раз
- Пандульф II 1190—1195
- Генріх 1205
- Конрад I 1198—1205, другий раз
- Діпольд 1209—1225
- до папської держави 1228—1808
  - Райнальд 1223—1230, перший раз
  - Конрад II 1227—1267
  - Бертольд 1251—1276
  - Райнальд 1251—1276, second time
  - Гвідантоніо I да Монтефельтро 1419—1443

### Член італійської королівської сім'ї
- Принц Аймоне Роберто Маргеріта Марія Джузеппе ді Торіно Савойський 1904—1948